# Hampi
Hampi (kannada: ಹಂಪೆ ) történelmi település India területén, Karnátaka szövetségi államban. Hoszpettől 12-13 km-re ÉK-re fekszik. 
Fénykorában, a XVI. században 200-500 ezer fő lakosú város volt, napjainkban alig több mint kétezer fő állandó lakosú település. 1986 óta az UNESCO világörökség része. 
A terület műemlékhely, amely a vallási és az uralkodói központokat foglalta magába sziklahátak és sziklagörgetegek természetes védelmében. 
Hampi több mint 200 éven át a hindu uralkodók három generációjának volt a fővárosa. Fénykorát 1510-1542 között élte, Krisnadéva Rája és Acsjuta Rája uralkodása alatt.

## Galéria

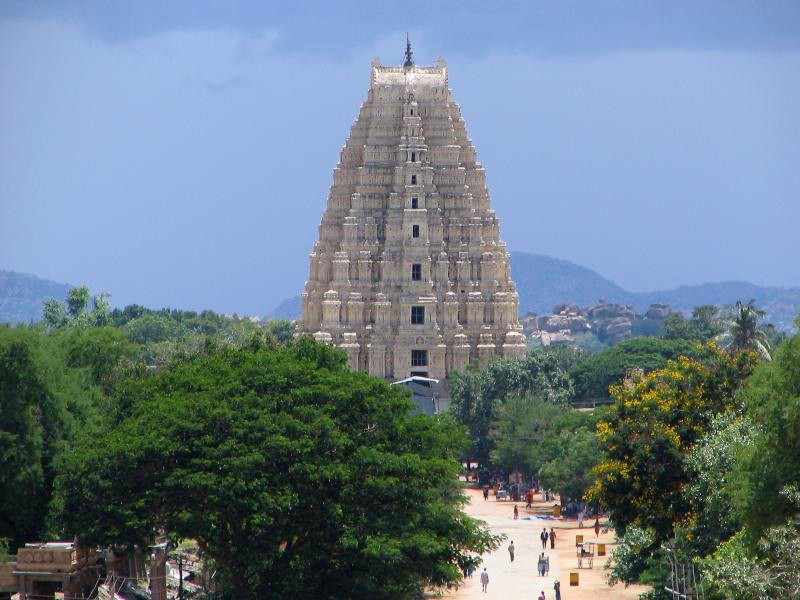
Virúpáksa templomkapuja
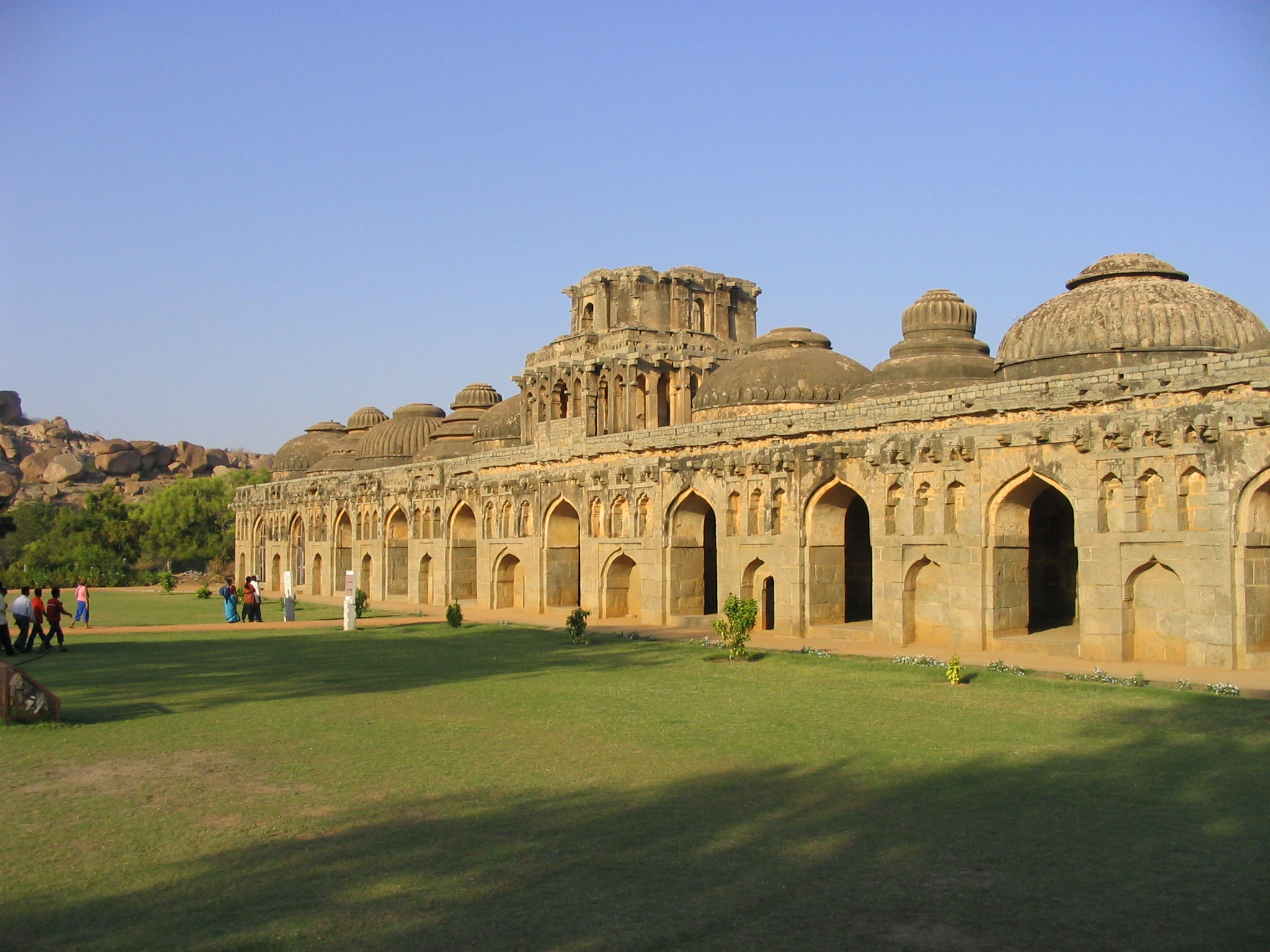
Elefántistállók
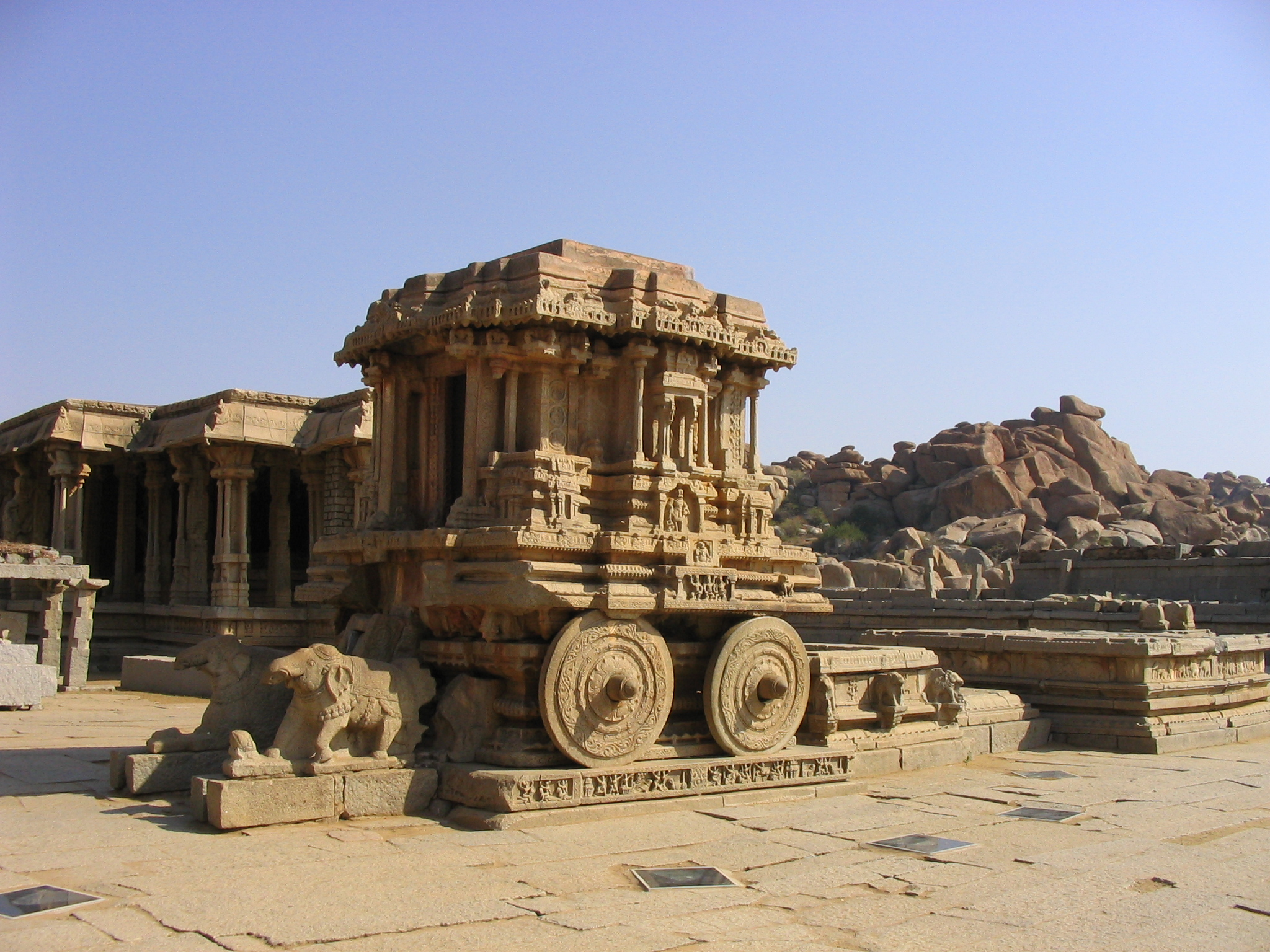
Szekér
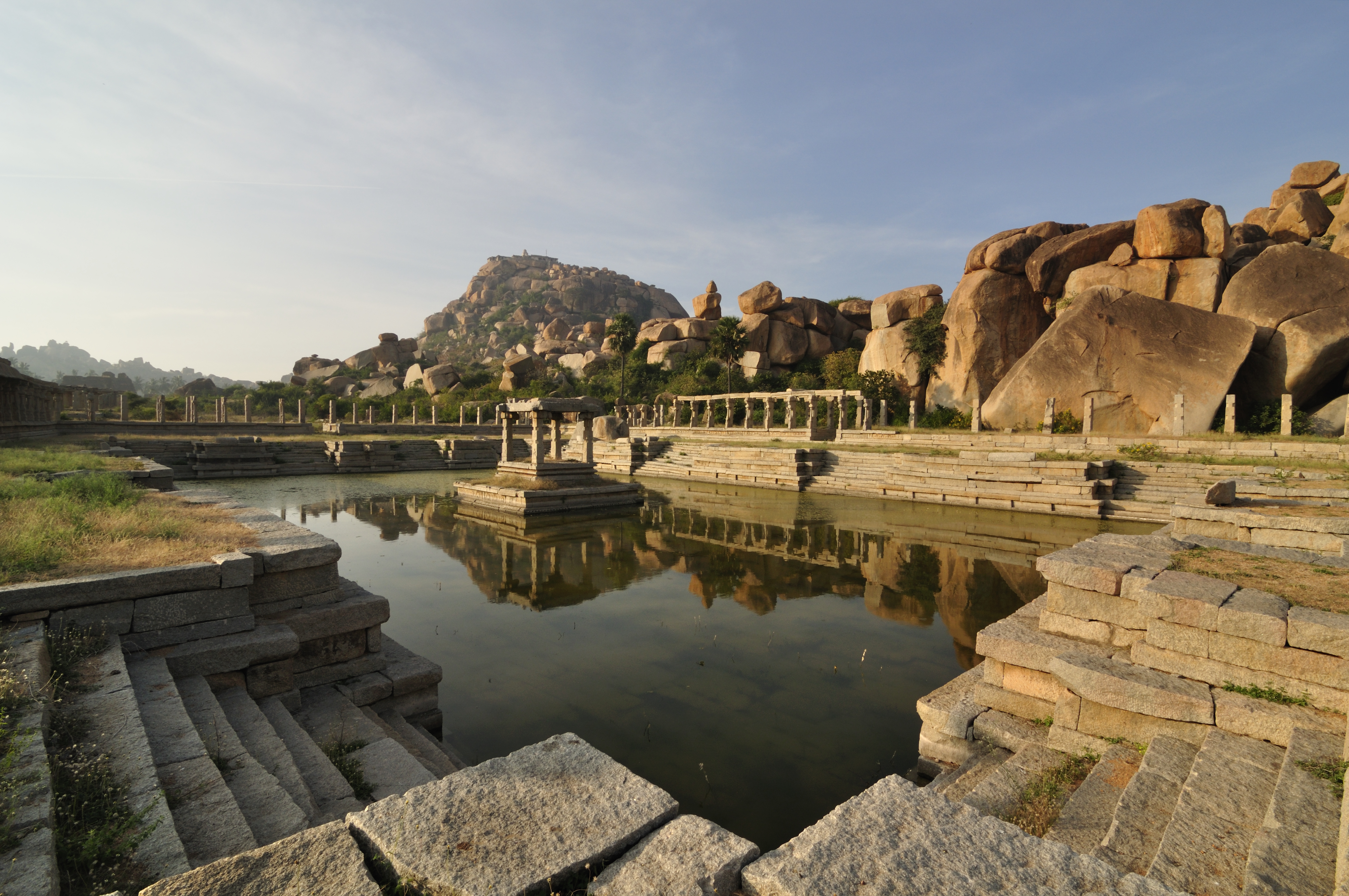
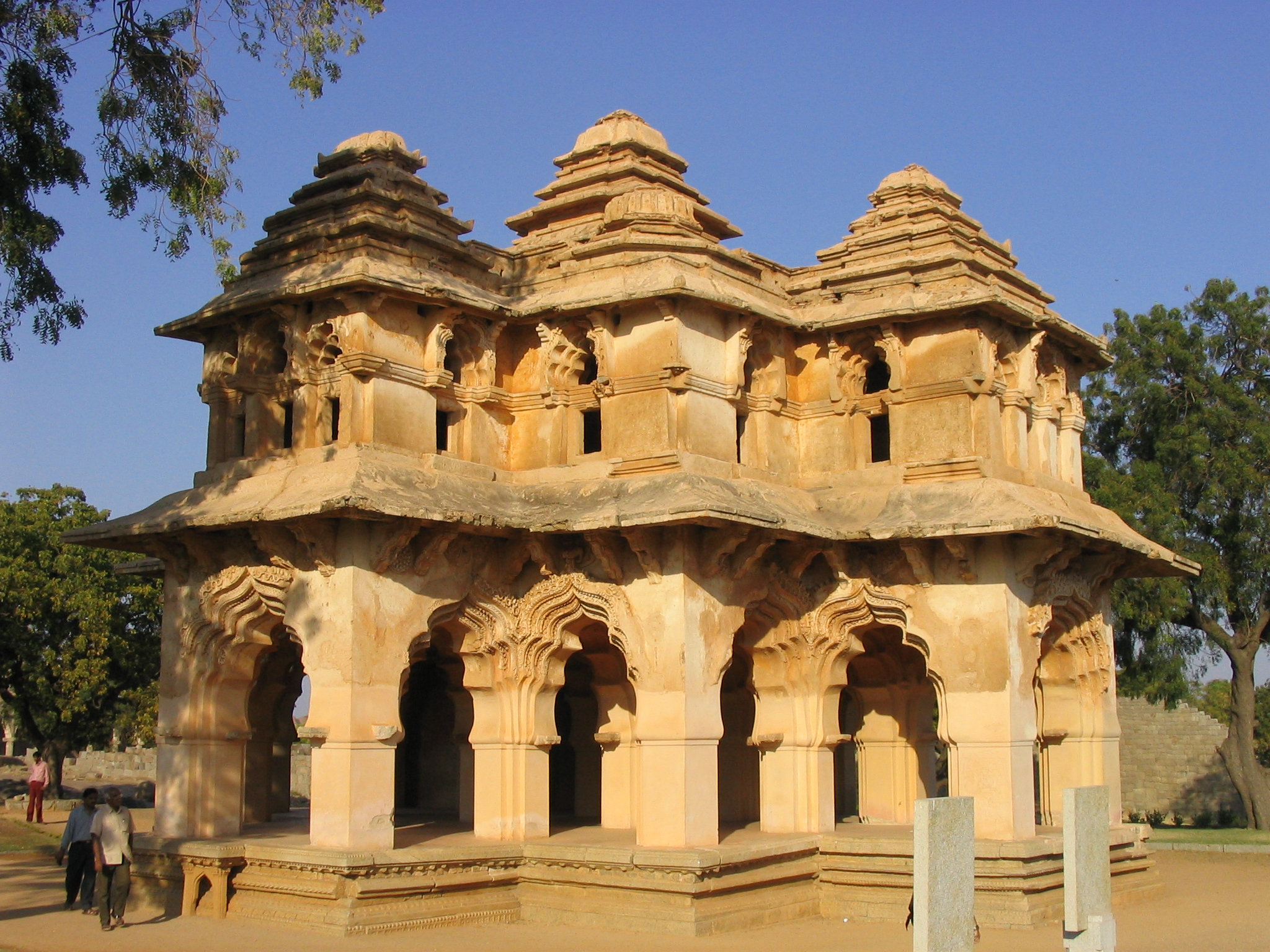
Lótusz palota
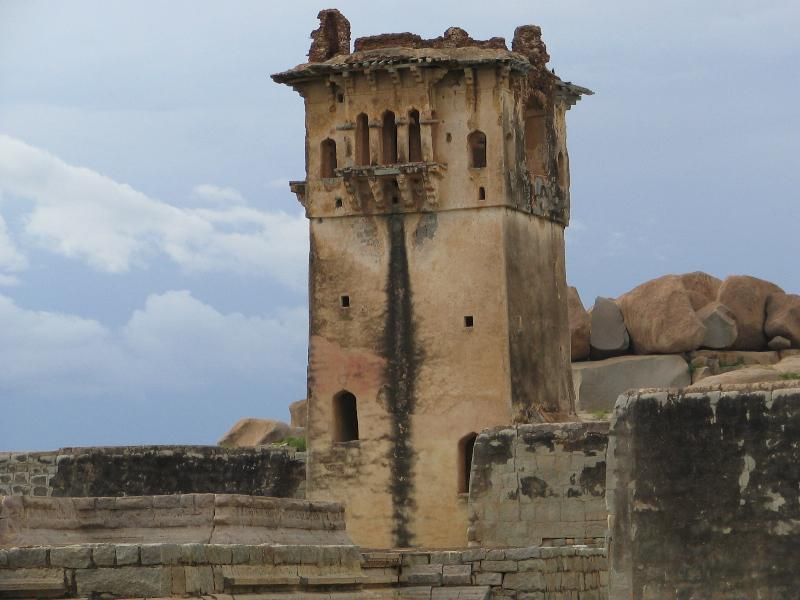

## Fordítás
- Ez a szócikk részben vagy egészben  a   Hampi című angol Wikipédia-szócikk fordításán alapul.  Az eredeti cikk szerkesztőit annak laptörténete sorolja fel. Ez a jelzés csupán a megfogalmazás eredetét és a szerzői jogokat jelzi, nem szolgál a cikkben szereplő információk forrásmegjelöléseként.
- Ez a szócikk részben vagy egészben  a   Hampi című német Wikipédia-szócikk fordításán alapul.  Az eredeti cikk szerkesztőit annak laptörténete sorolja fel. Ez a jelzés csupán a megfogalmazás eredetét és a szerzői jogokat jelzi, nem szolgál a cikkben szereplő információk forrásmegjelöléseként.